# Julus occultus
Julus occultus är en mångfotingart som beskrevs av Karl Wilhelm Verhoeff 1893. Julus occultus ingår i släktet Julus och familjen kejsardubbelfotingar. Inga underarter finns listade i Catalogue of Life.